# Justice privée
Cet article concerne la notion juridique. Pour le film de Denis Amar, voir Justice privée (film).
La justice privée est le « droit de se faire justice à soi-même ». 
La justice privée peut recouvrir deux notions différentes :
- la première acception, la plus courante désigne l'arbitrage qui est le recours à un juge privé ou non-étatique ;
- la seconde acception désigne « un âge ou un état préjuridique dans lequel elle était censée assumer les fonctions du droit et de la politique, l'un et l'autre défaillants »[1].

## Description
La justice privée peut exister dans des situations proches de l'état de nature dans lesquelles il n'existe pas encore (ou plus) de règles de société (ou droit) ; c'est-à-dire dans les sociétés primitives ou dans les organisations criminelles. On dit qu'il n'y a plus d'État de droit.
L'exercice de la justice est un pouvoir régalien de l'État, c'est pourquoi la justice privée est généralement mal considérée. Néanmoins, et ce malgré l'adage « nul ne peut se faire justice à soi-même », toutes les sociétés conservent toujours une trace de justice privée.